# Legge Turco-Napolitano
La legge 6 marzo 1998, n. 40 (detta anche legge Turco-Napolitano dai nomi dei Ministro per la solidarietà sociale Livia Turco e dell'allora Ministro dell'interno Giorgio Napolitano) era una legge della Repubblica Italiana che disciplinava la materia dell'immigrazione in Italia.

## Storia
Il governo Prodi I, in ottemperanza a quanto contenuto nella legge delega prevista all'art. 47 comma 1 della medesima. norma, ha emanato il d.lgs. 25 luglio 1998, n. 286 (Testo unico delle disposizioni concernenti la disciplina dell'immigrazione e norme sulla condizione dello straniero). Tale testo è stato in seguito modificato più volte nel corso del tempo, come ad esempio dalla legge legge Bossi-Fini nel 2002.

## Caratteristiche e contenuto
Rispetto alla vecchia disciplina, conosciuta come legge Martelli ed alle varie disposizioni integrative e modificative del pur incompleto e frammentario quadro normativo, la nuova legge tenta di proporsi come legislazione di superamento della fase emergenziale.
L'impostazione della legge rivela l'intento di regolamentare l'immigrazione, favorendo da un lato l'immigrazione regolare e scoraggiando l'immigrazione clandestina. L'immigrato regolare può così affrontare il percorso di acquisizione della cittadinanza configurato dalla legge. Tale percorso è caratterizzato da una serie di tappe verso l'acquisto dei diritti propri del cittadino pleno iure, inclusivo del diritto al ricongiungimento familiare, del diritto al trattamento sanitario e alla salute, e del diritto all'istruzione. Per contro, il clandestino diventa destinatario di un provvedimento di espulsione dallo Stato.
La legge istituisce la figura del Centro di permanenza temporanea (all'articolo 12 della legge), per tutti gli stranieri "sottoposti a provvedimenti di espulsione e o di respingimento con accompagnamento coattivo alla frontiera non immediatamente eseguibile".